# Franciszek Zglenicki
Franciszek Zglenicki (ur. 1767, zm. 27 stycznia 1841 w Krakowie) – krakowski biskup pomocniczy, archidiakon krakowskiej kapituły katedralnej w 1829 roku.
Przystąpił do Konfederacji Generalnej Królestwa Polskiego w 1812 roku. Sakrę biskupią otrzymał 12 grudnia 1824 z rąk biskupa Jana Pawła Woronicza. Został wówczas administratorem diecezji w przypadku nieobecności biskupa Woronicza.
Był współpracownikiem biskupa Karola Skórkowskiego. 18 stycznia 1836 przejął zarządzanie diecezją krakowską po wyjeździe do Opawy biskupa Skórkowskiego.
14 sierpnia 1836 konsekrował kościół w Proszowicach. Był proboszczem kościoła św. Szczepana w Krakowie.
Dokonał rekognicji (rozpoznania) relikwii błogosławionej Bronisławy i przewodniczył krakowskim uroczystościom beatyfikacyjnym Bronisławy, które odbyły się 3 września 1840.